# 矽盾
矽盾（英語：Silicon Shield）是由澳洲記者克雷格·艾迪生所提出的概念。他在2001年發表的作品《矽屏障：台灣最堅實的國防》書中提到，台灣半導體產業扮演舉足輕重的地位，若中國武力犯台，將切斷半導體產業的供應鏈，全球資訊產業也將立即受到重創，並引發以美國為首的西方國家軍事干預。例子：1990年伊拉克入侵科威特，導致美國為首的聯合國部隊軍事進攻伊拉克，以保護科威特的全球石油供應。
2021年5月3日，台積電董事長劉德音在台積電新竹總部接受美國哥倫比亞廣播公司（CBS）《六十分鐘時事雜誌》節目主持人萊思莉·斯塔爾的專訪。劉德音表示，台灣半導體產業被稱為「矽盾」，意味著世界都需求台灣高科技支持，因此沒有人希望台灣發生戰爭，他也希望不會發生。
2023年1月19日，國立成功大學電機系教授李忠憲指出，台灣有矽盾的3個原因，第一個是晶片極其重要：嚴重影響世界經濟，可不是鑽石、黃金這種沒有用的東西。第二個是製造晶片的過程極其脆弱，比紙張更容易受到破壞，這也是工程師要穿著防塵衣的主要原因，可不是鑽石、黃金這種堅固的東西。第三個是半導體的產業非常難從台灣搬離，全世界找不到有這麼多從小到大唸書成績這麼好的工程人員，願意過著像蟑螂一樣，在半導體快速淘汰、惡劣的環境裡面，辛苦努力存活下來，並沒有享樂主義過黃金、鑽石一般的生活。

## 觀點

### 中國應會避免攻擊台灣
2022年10月9日，台積電創辦人張忠謀接受美國哥倫比亞廣播公司（CBS）《六十分鐘時事雜誌》節目主持人萊思莉·斯塔爾的專訪。張忠謀說明，如果經濟福祉是大陸領導人習近平的優先要務，他們應會避免攻擊台灣，以免摧毀攸關全球經濟發展的台灣晶片業。

### 不存在護台矽盾
2023年1月17日，美國前副國家安全顧問博明於12日攜家帶眷造訪台灣，返美後透過視訊連線與台灣媒體進行線上討論。博明表示台灣半導體產業非但不能成為防衛台灣的「矽盾」，反而是北京想侵台的導因，因此美國提升半導體產業市占率，有助降低北京侵台動機。甚至他在台灣常聽一些公眾人物提起「矽盾」概念，認為半導體產業可以避免中國侵台，「我認為這種觀點很瘋狂」。他不認為有矽盾這種東西存在，中共政治宣傳的論調也恰相反，中共想藉侵略控制台灣半導體產業。

### 不認同矽盾
2023年8月5日，台積電董事長劉德音於4日在《紐約時報》刊登專訪一文指出，他在文中駁斥「矽盾」的說法，並認為中國是否入侵台灣，取決於美中如何維持現狀。他說：「中國不會因為半導體而入侵台灣，也不會因為半導體而不入侵台灣。這完全取決於美中：他們要如何維持雙方都想維持的現狀？」